# Pimpinella
A Pimpinella nemzetség a zellerfélék (Apiaceae) család egyik növénynemzetsége, melynek legismertebb, világszerte termesztett faja, az ánizs ismert és sokoldalúan hasznosított gyógy-, illetve fűszernövény. Főleg mediterrán elterjedésű fajok tartoznak ide, de néhány faja hazánkban is előfordul, ezek magyar nemzetségneve földitömjén.

## Fajai
- Pimpinella acuminata
- Pimpinella affinis
- Pimpinella ahmarensis
- Pimpinella anisetum
- Pimpinella anthriscoides
- Pimpinella aromatica
- Pimpinella aurea
- ánizs (Pimpinella anisum)
- Pimpinella betsileensis
- Pimpinella brachycarpa
- Pimpinella calycina
- Pimpinella candolleana
- Pimpinella cappadocica
- Pimpinella corymbosa
- Pimpinella cretica
- Pimpinella cypria
- Pimpinella diversifolia
- Pimpinella eriocarpa
- Pimpinella flabellifolia
- Pimpinella henryi
- Pimpinella heywoodii
- Pimpinella isaurica
- Pimpinella kotschyana
- Pimpinella lutea
- nagy földitömjén (Pimpinella major)
- Pimpinella niitakayamensis
- Pimpinella nudicaulis
- Pimpinella oliverioides
- Pimpinella paucidentata
- Pimpinella peregrina
- Pimpinella peucedanifolia
- Pimpinella pimpinelloides
- Pimpinella puberula
- Pimpinella purpurea
- Pimpinella rhodantha
- Pimpinella rockii
- hasznos földitömjén (Pimpinella saxifraga)
- Pimpinella schimperi
- Pimpinella siifolia
- Pimpinella sintenisii
- Pimpinella smithii
- Pimpinella tirupatiensis
- Pimpinella tragium
- Pimpinella villosa
- Pimpinella yunnanensis

## Fordítás
Ez a szócikk részben vagy egészben  a   Pimpinella című angol Wikipédia-szócikk fordításán alapul.  Az eredeti cikk szerkesztőit annak laptörténete sorolja fel. Ez a jelzés csupán a megfogalmazás eredetét és a szerzői jogokat jelzi, nem szolgál a cikkben szereplő információk forrásmegjelöléseként.